# Diplotrema haplocystis
Diplotrema haplocystis är en ringmaskart som först beskrevs av Benham 1901.  Diplotrema haplocystis ingår i släktet Diplotrema och familjen Acanthodrilidae. Inga underarter finns listade i Catalogue of Life.